# Медведка (Сорочинський міський округ)
Медве́дка (рос. Медведка) — селище у складі Сорочинського міського округу Оренбурзької області, Росія.

## Населення
Населення — 35 осіб (2010; 72 у 2002).
Національний склад (станом на 2002 рік):
- татари — 96 %